# Landesvertretung der Handwerkskammern Niedersachsen
Die Landesvertretung der Handwerkskammern Niedersachsen e.V. (LHN) mit Sitz in Hannover nimmt als Arbeitsgemeinschaft der niedersächsischen Handwerkskammern deren gemeinsame Interessen auf Landesebene wahr. Die Organisation wurde 1900 gegründet.

## Aufgaben
Die Landesvertretung der Handwerkskammern Niedersachsen setzt sich am Sitz der niedersächsischen Landesregierung und des Landtages in Hannover für handwerksgerechte Rahmenbedingungen für 84.500 Handwerksbetriebe mit 534.000 Mitarbeiterinnen und Mitarbeitern in Niedersachsen ein. Dabei geht es um Fragen der Bildungspolitik, Themen der Handwerksförderung, der Handwerksordnung, für Existenzgründer und Betriebsübernehmer und für Betriebe, die im Ausland expandieren wollen. Die Landesvertretung entwickelt mit den sechs niedersächsischen Handwerkskammern Vorschläge und Stellungnahmen für eine mittelstandsorientierte Gesetzgebung, sie setzt sich ein für die Beachtung von Handwerksbelangen bei Verkehrs-, Umwelt- oder Europathemen und für die Stärkung der handwerklichen Selbstverwaltung.

## Leitung
Vorsitzender der LHN ist Eckhard Stein, Präsident der Handwerkskammer Oldenburg. Seine Stellvertreter sind Detlef Bade, Präsident der Handwerkskammer Braunschweig-Lüneburg-Stade (Arbeitgeberseite) und Stephanie Wlodarski, Vizepräsidentin der Handwerkskammer Hannover (Arbeitnehmerseite).

## Mitglieder
Mitglieder der Arbeitsgemeinschaft sind die Handwerkskammer Braunschweig-Lüneburg-Stade, die Handwerkskammer Hannover, die Handwerkskammer Hildesheim-Südniedersachsen, die Handwerkskammer Oldenburg, die Handwerkskammer Osnabrück-Emsland-Grafschaft Bentheim und die Handwerkskammer für Ostfriesland.